# Цмень-1 (Столинский район)
Цмень-1 (бел. Цмень-1) — деревня в Столинском районе Брестской области Беларуси. В составе Рухчанского сельсовета.

## География
Расположена в 18 км от Столина. Ближайшие населённые пункты Цмень-2, Крушин, Рухча-1, Рухча-2.

## Население

### Численность
- 2019 год — 11 жителей

### Динамика
- 2009 год — 24 жителей (перепись населения)[2]
- 2019 год — 11 жителей (перепись населения)

## Улицы
- Лесная
- Центральная